# 扁嘴山巨嘴鸟
板嘴山巨嘴鸟（學名：Andigena laminirostris）是一種巨嘴鳥。它棲息于厄瓜多尔一塊狹長地帶和哥伦比亚南部的一小塊區域的安地斯山脈高海拔潮湿山地森林中，活動範圍面积为14300平方公里。虽然它仍然是一个相当常见的物种，但由于栖息地因森林砍伐而减少，板嘴山巨嘴鸟被IUCN视为近危物种。人類也時常偷猎板嘴山巨嘴鸟。